# Hypolycaena histiaa
Hypolycaena histiaa är en fjärilsart som beskrevs av Hans Fruhstorfer 1914. Hypolycaena histiaa ingår i släktet Hypolycaena och familjen juvelvingar. Inga underarter finns listade i Catalogue of Life.